# Rainer Pietsch
Rainer Pietsch (* 8. Juni 1957 in Cottbus) ist ein ehemaliger deutscher Fußballspieler im Sturm. Er spielte für die BSG Energie Cottbus, den FC Vorwärts Frankfurt (Oder) und die BSG Wismut Aue in der DDR-Oberliga.

## Karriere
Pietsch spielte in seiner Jugend von 1965 bis 1969 bei seinem Heimatverein BSG Fortschritt Cottbus und anschließend in den Jugendmannschaften der BSG Energie Cottbus. Bei der BSG debütierte er am 8. Dezember 1973 in der DDR-Oberliga im Alter von 16 Jahren, als er am 13. Spieltag der Saison 1973/74 beim 1:2-Sieg gegen die BSG Stahl Riesa in der Startelf stand. 1975/76 absolvierte er drei weitere Oberligaspiele für Energie. Nach der Saison wechselte Pietsch zum FC Vorwärts Frankfurt (Oder), für den er erstmals am 3. September 1977 spielte. Nach dem Abstieg gelang Frankfurt der sofortige Wiederaufstieg 1979. In dieser Saison 1979/80 gehörte Pietsch zum Stammpersonal und verpasste nur ein Spiel. In den 23 Partien schoss er fünf Tore. Sein erster Oberligatreffer gelang ihm am 1. September 1979 bei der 3:2-Niederlage gegen den 1. FC Magdeburg. Besonders zum Ende der Saison erwies er sich als treffsicher. In der folgenden Spielzeit 1980/81 kam Pietsch nur elfmal zum Einsatz, traf aber immerhin viermal das Tor. Gleichzeitig absolvierte er zwei Partien für Frankfurt im UEFA-Pokal 1980/81. Während sich Vorwärts in der ersten Runde gegen Ballymena United durchsetzen konnte, schied man in der zweiten Runde gegen den VfB Stuttgart aus. In der Oberliga-Saison 1981/82 schoss er 16 Tore in 22 Spielen. 1983/84 waren es in 26 Ligapartien sogar 17 Treffer. In der folgenden Spielzeit wurde Pietsch nur noch in der Hinrunde in zehn Spielen eingesetzt, in denen er einmal traf. Im UEFA-Pokal 1984/85 gelang ihm beim 2:0-Sieg gegen PSV Eindhoven ein Tor in der 62. Minute. Aufgrund einer 3:0-Niederlage im Rückspiel schied Frankfurt jedoch in der ersten Runde aus.
1985 wechselte Pietsch zurück zur BSG Energie Cottbus, wo er in der Rückrunde der DDR-Liga 1984/85 noch 16 Spiele absolvierte, darunter elf Einwechslungen, und drei Tore schoss. Bereits im Sommer wechselte er zum Oberligisten BSG Wismut Aue, für die er 1985/86 vier Ligaspiele und eine Partie im UEFA-Pokal 1985/86 spielte. Anfang des Jahres 1986 wurde Pietsch von der BSG Chemie Leipzig unter Vertrag genommen, wo er 1989 seine Karriere beendete.